# Parafia św. Andrzeja Boboli w Sątopach
Parafia pw. św. Andrzeja Boboli w Sątopach – parafia rzymskokatolicka z siedzibą w Sątopach, znajdująca się w archidiecezji poznańskiej w dekanacie grodziskim, wcześniej w dekanacie lwóweckim.
Parafię erygowano w 1976 roku przy kościele, który do czasów II wojny światowej należał do gminy ewangelickiej. Pierwszym proboszczem został ks. Bolesław Bugzel. Od 2019 parafią zarządzał proboszcz parafii pw. Najświętszego Serca Pana Jezusa w Nowym Tomyślu.W 2021 roku zarząd nad parafią przejął proboszcz z parafii w Bukowcu w dekanacie grodziskim. 

## Terytorium
- Nowa Róża,
- Sątopy.